# Războiul Greco-Turc (1919–1922)
Războiul Greco-Turc din 1919–1922, numit și Războiul din Asia Mică sau „Campania greacă” a Războiului de Independență al Turciei sau Catastrofa din Asia Mică, a fost o serie de evenimente militare care a apărut în perioada de partiționare a Imperiului Otoman de după încheierea Primului Război Mondial (mai 1919 – octombrie 1922). La acest conflict au participat pe de-o parte Grecia și pe de alta Mișcarea Națională Turcă, cea care avea să fondeze Republica Turcia.
Grecii au declanșat conflictul deoarece premierul britanic David Lloyd George promisese Atenei importante câștiguri teritoriale în dauna Imperiului Otoman, în condițiile în care elenii ar fi participat la luptele primei conflagrații mondiale de partea Aliaților. La sfârșitul războiului greco-turc, grecii au fost nevoiți să cedeze toate câștigurile teritoriale, să revină la frontierele antebelice și să accepte schimburile de populație cu nou înființat Republica Turcia, în conformitate cu prevederile Tratatului de pace de la Lausanne.
Eșecul campaniilor militare anti-turce (grecești, armenești și franceze) i-a forțat pe Aliați să abandoneze Tratatul de la Sèvres. În schimb, ei au negociat cu turcii noul Tratat de la Lausanne. Prin acest nou tratat, Aliații au recunoscut independența Republicii Turcia și suveranitatea acesteia asupra Traciei Răsăritene și Anatoliei.

## Contextul general

### Contextul geopolitic

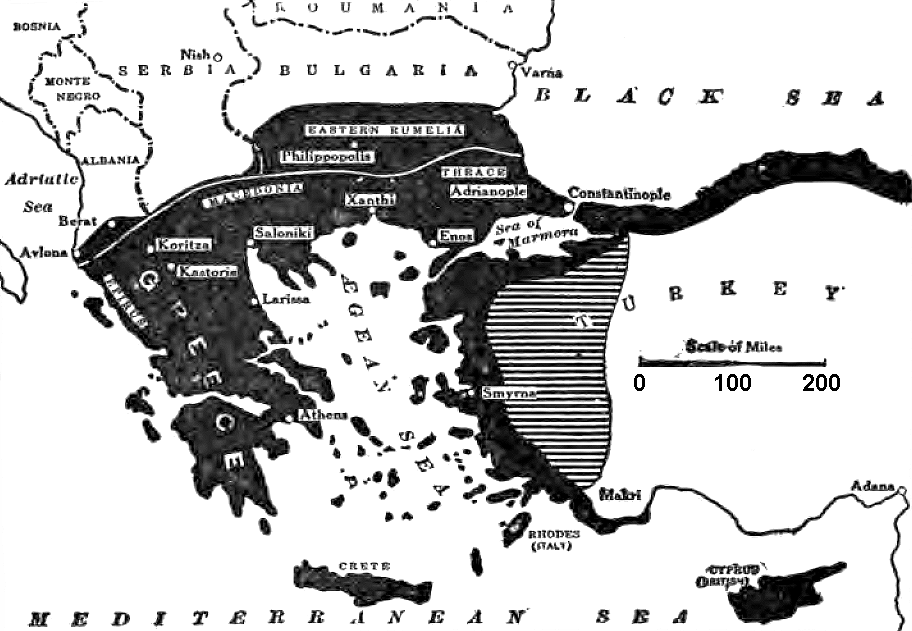
Pretențiile teritoriale ale Greciei prezentate de premierul Venizelos în timpul Conferinței de pace de la Paris din 1919. Regiunea hașurată corespunde teritoriilor pretinse atât de greci cât și de francezi

Contextul geopolitic al acestui conflict este legat de împărțirea Imperiului Otoman, care la rândul lui era o consecință directă a înfrângerii Imperiului Otoman în timpul luptelor Primului Război Mondial. Antanta a permis Greciei să-și debarce forțele la Smirna, ca parte a înțelegerilor de împărțire a Imperiului Otoman. În timpul războiului, guvernul otoman s-a prăbușit complet, iar Imperiul Otoman a fost împărțit între puterile învingătoare odată cu semnarea Tratatului de la Sevres pe 10 august 1920.
Au existat mai multe înțelegeri secrete cu privire la împărțirea Imperiului Otoman după încheierea războiului. Puterile Antantei au făcut promisiuni contradictorii Greciei cu privire la aranjamentele postbelice din Asia Mica.
În timpul negocierilor Conferinței de Pace de la Paris, Eleftherios Venizelos a încercat să impună realizarea Marii Idei, care ar fi trebuit să cuprindă toate comunitățile elene din Epirul de nord-est, Tracia și Asia Mică. Aliații occidentali, în special premierul britanic David Lloyd George, promiseseră Greciei importante câștiguri teritoriale în dauna Imperiului Otoman, în condițiile în care elenii s-ar fi alăturat taberei Aliaților. Astfel, grecii ar fi urmat să primească Tracia Răsăriteană, insulele Imbros (Gökçeada) și Tenedos (Bozcaada), ca și părți ale Anatoliei apusene, adică teritoriul din jurul orașului Smirna.
Repudierii de către italieni și anglo-francezi a Acordului de la St.-Jean-de-Maurienne semnat pe 26 aprilie 1917, care stabilea limitele italienilor în Orientul Mijlociu, i s-a adăugat și ocuparea de către greci a İzmirului (Smyrna), care fusese promis și Italiei. Mai înainte de ocuparea Smirnei, delegația italiană, nemulțumită de posibilitatea ca grecii să primească controlul asupra Anatoliei apusene, a părăsit conferința și nu s-a întors la Paris decât pe 5 mai. Absența delegației italiene a permis britanicilor să-i convingă pe francezi și americani să accepte pretențiile grecilor în Anatolia.
Există o serie de istorici care consideră că ocuparea de către greci a Smyrna a fost evenimentul care a dus la crearea Mișcării Naționale Turce. De exemplu, Arnold J. Toynbee consideră că războiul dintre Turcia și Grecia a fost unul cu caracter defensiv, pentru salvarea teritoriului național din Anatolia. Mai mult, războiul a fost rezultatul politicii imperialiste aliate într-un stat ale cărei resurse militare au fost subestimate. În concluzie, războiul a fost provocat de invazia nedorită a armatei elene de ocupație.

### Comunitatea elenă din Anatolia

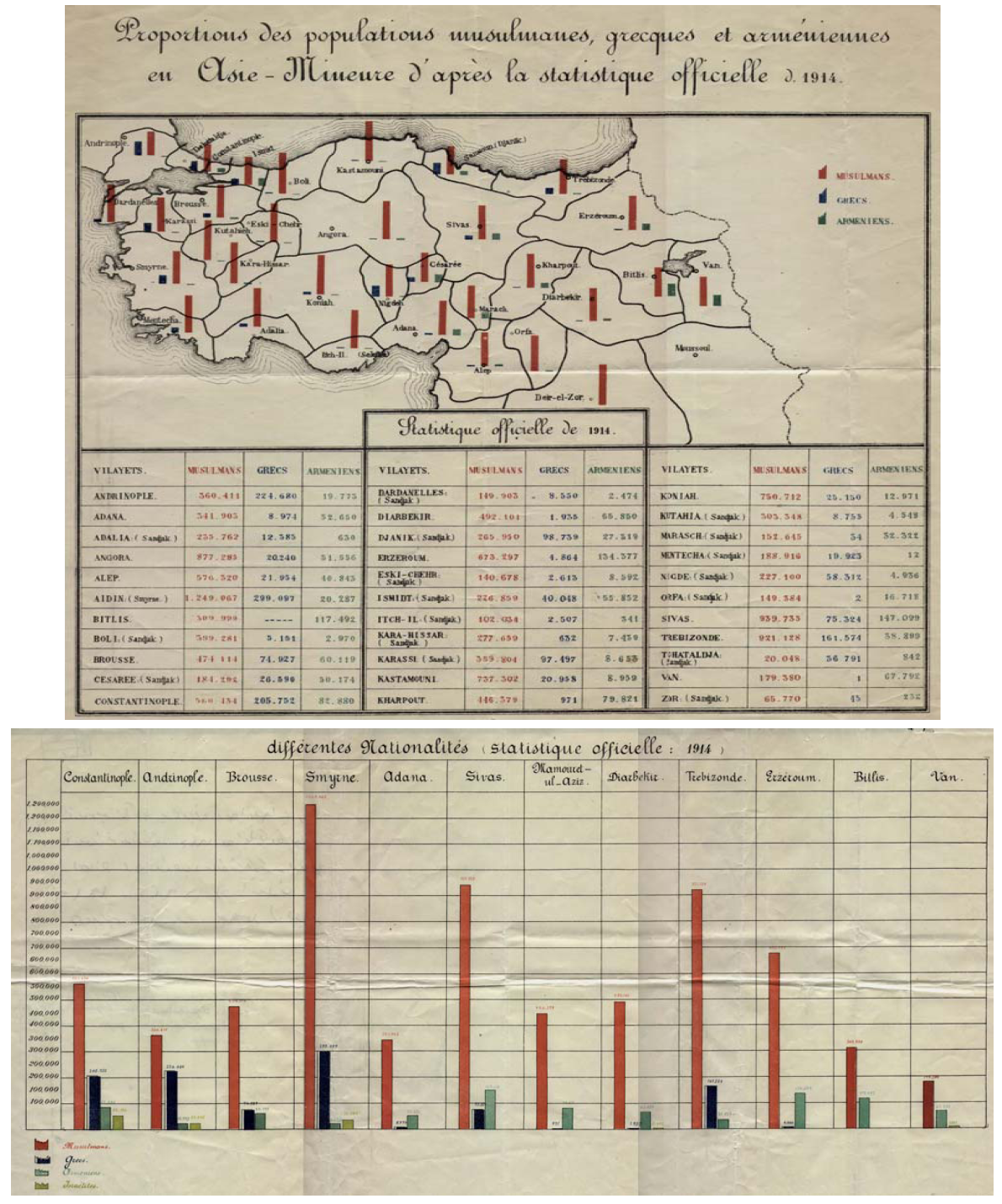
Recensământul otoman din 1914. Populația totală a fost de 20.975.345, iar etnicii greci erau 1.792.206 persoane, față de 2.833.370 mai înainte de Războaiele Balcanice (recensământul din 1909)

Unul dintre motivele invocate de guvernul elen pentru lansarea expediției din Asia Mică era acelă că exista o importantă comunitate ortodoxă vorbitoare de limbă greacă care locuia în Anatolia și care avea nevoie de protecție. Grecii locuiau în Asia Mică încă din antichitate, iar, mai înainte de izbucnirea Primului Război Mondial, cam 2,5 milionane de greci locuiau în Imperiul Otoman. Pretențiile Atenei conform cărora grecii ar fi reprezentat majoritatea populației în teritoriile al cărui control îl dorea Grecia au fost respinse de o serie de istorici. În cartea lor despre politica externă britanică din anii primului război mondial și din anii postbelici, Cedric James Lowe și Michael L. Dockrill afirmă că pretențiile grecilor sunt în cel mai bun caz discutabile. Grecii ar fi reprezentat în opinia celor doi istorici cel mult o minoritate importantă în vialetul Smirna, în mijlocul unei regiuni locuite de o majoritate covârșitoare turcă. Datele precise demografice sunt greu de obținut datorită politicii otomane de împărțire a populației pe criterii religioase și mai puțin pe criterii de limbă sau autoidentificare.
Se poate spune că temerile pentru securitatea populației elene aveau unele temeiuri. În 1915, un grup naționalist extremist nmit Junii Turci au plănuit atacuri împotriva minorităților din Imperiul Otoman, masacrând sute de mii de oameni. Dacă Masacrul armenilor este cel mai bine cunoscut eveniment dintre aceste atrocități, au mai avut loc atacuri și împotriva grecilor din nordul și vestul Anatoliei. Premierul elen Eleftherios Venizelos declara de altfel într-un ziar britanic  că Grecia nu luptă împotriva islamului, ci împotriva conducerii anacronice otomane și a administrației sale corupte, sângeroase și infame, iar obiectivul elenilor este obținerea controlului în acele teritorii unde majoritatea populației este formată din greci.
Amenințarea la adresa minorității elene din Asia Mică a fost exagerată de Venizelos în timpul tratativelor de la Sèvres pentru ca să obțină sprijinul guvernelor puterilor învingătoare. De exemplu, faptul că Junii Turci nu se mai aflau la putere în timpul negocierilor făceau aceste justificări foarte puțin credibile. Cei mai mulți lideri ai Junilor Turci fugiseră din țară la sfârșitul războiului, iar conducerea otomană de la Constantinopole și capitala înseși se afla deja sub controlul britanic. Contrar scopurilor inițiale, invazia grecilor ar putea fi considerată responsabilă pentru declanșarea atrocităților pe care se presupunea că trebuia să le prevină. Arnold J. Toynbee aducea acuzații grave la adresa politicii britanice și elene, dar și la deciziile Conferinței de Pace de la Paris, care ar fi fost factorii decisivi în declanșara atrocităților comise de ambele tabere în timpul războiului. El afirma în cartea sa „The Western question in Greece and Turkey” că „... grecii pontici și turcii din teritoriile grecești ocupate au fost într-o oarecare măsură victimele calculelor politice eronate de la Paris ale premierilor Venizelos și Lloyd George.

### Naționalismul elen
Una dintre cele mai puternice motivații pentru intrarea Greciei în război de partea Aliaților a fost dorința de realizare a „Marii Idei”, un concept politic de bază al naționaliștilor greci. Megali Idea era un plan iredentist de restaurare a unui stat elen pe ambele maluri ale Mării Egee, care ar fi trebuit să incorporeze între granițele sale toate comunitățile grecești din afara Regatului Greciei, (care în momentul cuceririi independenței avea o întindere foarte mică în comparație cu aria de răspândire a etnicilor eleni). Megali Idea a jucat un rol major în politica Greciei încă din momentu dobândirii independenței în 1830. Politicienii greci de frunte nu s-au sfiit să țină discursuri în care să susțină „inevitabilitatea istorică a expansiunii Regatului Greciei”.. Politicianul grec Ioannis Kolettis a exprimat această convingere în ședința parlamentului din 1844: „Exista două mari centre ale elenismului. Atena este capitala regatului. Constantinopole este carea capitală, Orașul, visul și speranța tuturor grecilor”.
Marea Idee nu era doar produsul naționalismului secolului al XIX-lea. Din multe puncte de vedere, această ideea era puternic înrădăcinată în conștiița religioasă elenă. Grecii doreau recucerirea Constantinopolului pentru creștini, restaurarea Imperiului Bizantin creștin universal, reînvierea statului care căzuse sub loviturile musulmanilor în 1453. „Încă din acest timp, recuperarea Sfintei Sofia și a Orașului au fost lăsate moștenire din generație în generație ca destin și aspirație a ortodoxiei grecești”. Megali Idea mai includea, în afară de Constantinopole, includea teritoriile considerate în mod tradițional grecești: Creta, Tesalia, Epirul, Macedonia, Tracia, Insulele Egeene, Ciprul, regiunile litorale din Asia Mică și cele de la Marea Neagră. Asia Mică era o parte esențială a lumii elene, o regiune a unei dominații culturale grecești multiseculare. Orașele-state grecești și mai apoi Imperiul Bizantin au exercitat controlul politic în cea mai mare parte a regiunii, din Epoca Bronzului până în secolul al XII-lea, când turcii selgiucizi au sosit aici.
Chiar dacă, în conformitate cu conceptele postbelice, campania din Anatolia este considerată drept un război de cucerire, din punctul de vedere al grecilor naționaliști din secolul al XIX-lea, era vorba de un nou război de eliberare, o datorie față de „frații înrobiți”, cu nimic diferit de recentele Războaie Balcanice. Premierul Venizelos scria într-o scrisoare adresată regelui Constantin în ianuarie 1915 că spera ca în viitor regatul să anexeze teritorii din Turcia, care "„... vor fi atât de întinse încât a altă Grecie la fel de vastă și nu mai puțin bogată va fi adăugată la Grecia dublată care apăruse după războaiele balcanice victorioase”.

### Schisma Națională
„Schisma Națională” numește sciziunea profundă politicii și societății elene în două tabere: una condusă de Eleftherios Venizelos și celaltă de regele Constantin. Schisma s-a produs mai înainte de izbucnirea Primului Război Mondial și s-a amplificat în mod semnificativ odată cu discuțiile cu privire la tabăra în care Grecia trebuia să se înroleze în timpul conflictului mondial.
Regatul Unit sperase că existau considerente strategice suficient de importante care să-l convingă pe regele Constantin să-și alăture țara cauzei Aliaților. Regele și sprijinitorii săi insistau însă pe o neutralitate strictă, cu atât mai mult cu cât rezultatele războiului erau greu de anticipat. Nu în ultimul rând, legăturile de familie ale familiei regale îl făceau pe Constantin să se decidă cu greu ce tabără să aleagă. Indecizia regelui s-a adâncit cânt Regatul Bulgariei și Imperiul Otoman, ambele având pretenții teritoriale asupra Greciei, s-au aliat cu Puterile Centrale. Regina Sofia avea să scrie în memoriile sale că regele Constantin păstra în inima sa visul intrării în fruntea armatei grecești în marele oraș al Sfintei Sofia, era gata să intre în război împotriva Imperiului Otoman, dar eliberarea Constantinopolului nu putea fi făcută decât în condițiile asumării unor riscuri minime.
Deși regele era decis să păstreze neutralitatea țării, primul-ministru Eleftherios Venizelos decisese încă de la începutul conflictului că interesele Greciei sunt cel mai bine apărate doar de Antanta și a început negocieri cu Aliații pentru stabilirea concesiunilor teritoriale pe care urma să le primească Atena după o eventuală victorie. Neînțelegerile dintre rege și premier și eliberarea din funcție a celui din urmă de către monarh au dus la adâncirea sciziunii dintre cei doi, sciziune care s-a amplificat la nivel național. Grecia s-a împărțit în două tabere politice radical opuse. Venizelos a format un stat separat în nordul Greciei și a reușit cu ajutorul Aliaților să-l forțeze pe rege să abdice. În mai 1917, după ce regele Constantin a fost exilat, Venizelos s-a reîntors la Atena și a aliat țara cu Antanta. Forțele armate elene, deși împărțite la rândul lor între sprijinitorii monarhiei și cei ai premierului, a luat parte la acțiunile militare împotriva armatei bulgare în regiunea frontierei comune.
Intrarea în război și evenimentele premergătoare au dus la o divizare politică și socială profundă în Grecia postbelică. Cele mai importante partide politice (liberalii venizeliști și regaliștii), care fuseseră implicate într-o puternică luptă politică în perioada antebelică, au ajuns pe poziții absolut ireconciliabile după război. Fiecare partid considera acțiunile celuilalt în timpul conflagrației mondiale ilegale și trădătoare. Această rivalitate s-a extins în mod inevitabil la nivelul întregii societăți elene și a creat o fisură politică majoră, care a contribuit în mod decisiv la eșecul capaniei militare din Asia Mică și la tulburările sociale din perioada interbelică.

## Trecerea în revistă a evenimentelor principale

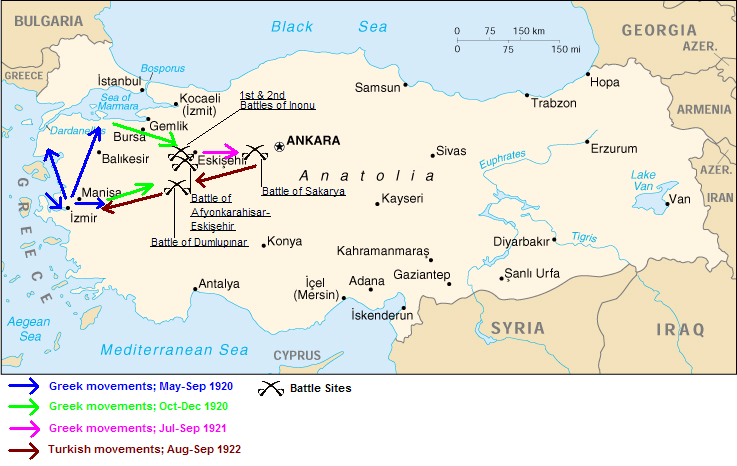
Harta ofensivelor grecilor și turcilor

Istoria războiului greco-turc începe odată cu Armistițiul de la Mudros. Operațiunile militare greco-turce pot fi împărțite în trei faze importante:
- mai 1919 – octombrie 1920; debarcările elenilor în Asia Mică și consolidarea puterii lor în zona litorală a Mării Egee;
- octombrie 1920 – august 1921; operațiunile ofensive ale armatei elene;
- august 1921 – august 1922; preluarea inițiativei strategice de către turci.

### Ocuparea Smirnei (mai 1919)
Pe 15 mai 1919, 20.000 soldați greci au debarcat sub protecția unei flote greco-franco-britanice la Smirna și au preluat controlul asupra orașului și regiunii adiacente. Justificarea legală a operațiunii a fost dată de articolul 7 al Armistițiului de la Mudros, care permitea Aliaților „să ocupe orice punct strategic în eventualitatea apariției oricărei situații care ar fi amenințat securitatea Aliaților”. Grecii își deplasaseră deja forțele în Tracia Răsăriteană (în afară de cele care se aflau deja în Constantinopole și în regiunea învecinată). 

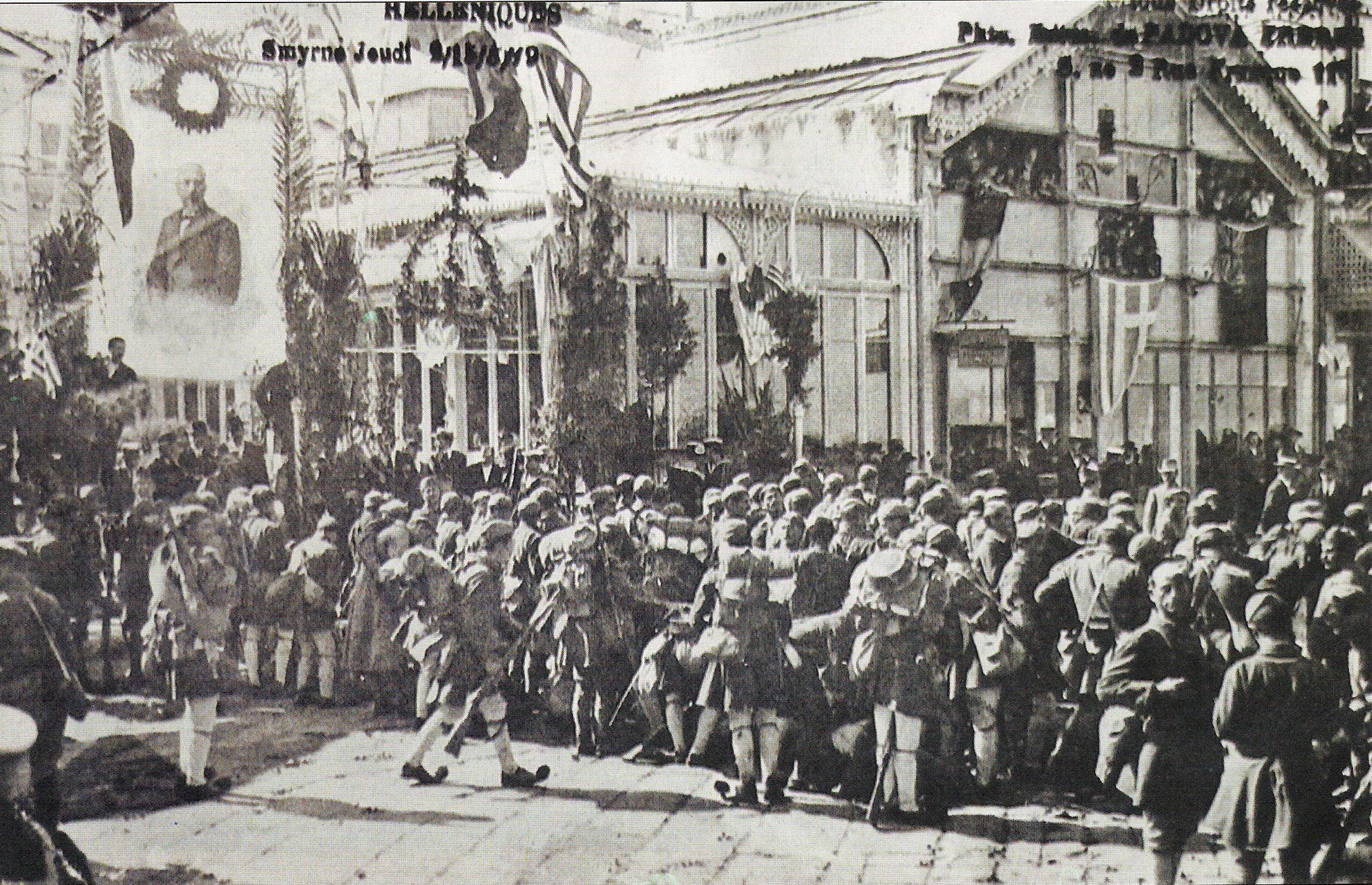
Soldații eleni preluând controlul orașului Smirna/Izmir în entuziasmul localnicilor greci, 15 mai 1919

Creștinii din Smirna (în principal greci și armeni) forma o bună parte a populației orașului. Diferitele surse dau proporții diferite ale populației creștine din oraș. Dacă unele dintre ele, precum cele britanice, consideră că grecii formau o minoritate importantă , altele apreciază că formau dimpotrivă majoritatea populației , iar turcii s-ar fi aflat în minoritate. Recensămintele oficiale otomane ale vremii demonstrează că populația orașului era majoritar musulmană și turcă. Majoritatea grecilor din oraș a întâmpinant cu entuziasm trupele elene, considerate eliberatoare, în vreme ce turcii au socotit că este vorba de forțe invadatoare, ceea ce a făcut să renască sentimentele conflictuale generată de o istorie de sute de ani de antagonisme. Debarcările grecilor s-au desfășurat fără să întâmpine o opoziție majoră, existând doar câteva lupte sporadice cu milițiile turce. Cea mai mare parte a trupelor regulate turce s-a refugiat în regiunile rurale, sau s-a predat invadatorilor. Dacă armata turcă respectat ordinul de necombatantă, naționalistul turc Hasan Tahsin l-a împușcat pe port-drapelul trupelor elene intrate în oraș. Soldații eleni au răspuns deschizând focul asupra clădirilor armatei turce și a principalelor clădiri guvernamentale. 300 – 400 de turci și aproximativ 100 de greci au fost uciși în confruntările din prima zi a invaziei.

### Ofensiva de vară a grecilor, 1920
Armata elenă a lansat în vara anului 1920 o serie de ofensive încununate cu succes pe direcțiile văii râului Büyük Menderes (Meander), Karșıyaka (Peramos) și Alașehir (Philadelphia). Obiectivele acestor operațiuni, care au fost întâmpinate cu o rezistență crescândă a turcilor, a fost asigurarea unei zone de siguranță pentru orașul Smirna (Izmir). La sfârșitul acestor operațiuni, zona de ocupație elenă s-a extins asupra întregii Anatolii apusene și asupra unei bune părți a Anatoliei nord-vestice.

### Tratatul de la Sèvres (august 1920)

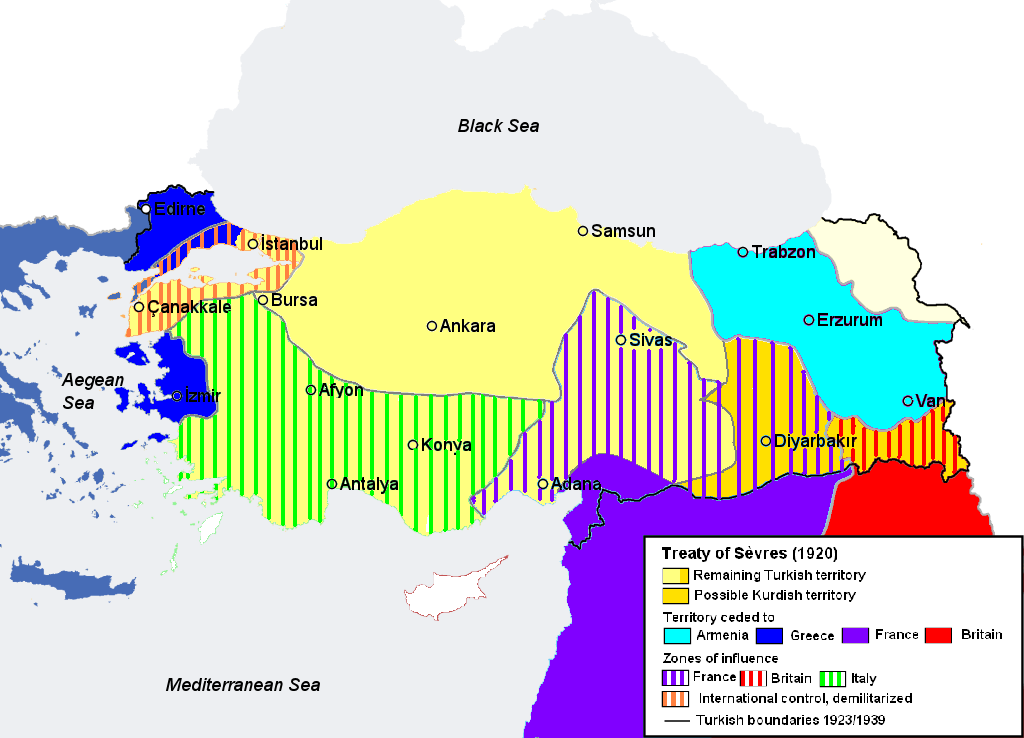
Partiționarea Anatoliei în conformitate cu prevederile Tratatului de la Sèvres

Grecia a primit drept răsplată pentru contribuția pe care a adus-o la cauza Aliaților, sprijinul acestora pentru ocuparea Traciei Răsăritene și a miletului Smirna. Tratatul de la Sèvres punea capăt luptelor Primului Război Mondial în Asia Mică și, în același timp, a pecetluit soarta Imperiului Otoman, care înceta din acel moment să mai fie o putere europeană.
Imperiul Otoman a semnat pe 10 august 1920 Tratatul de la Sèvres prin care accepta să cedeze Taracia până la linia Chatalja în favoarea Greciei. Mai important era faptul că Turcia renunța în favoarea Greciei la toate drepturile cu privire la insulele Imbros și Tenedos, păstrând doar un teritoriu restrâns în jurul Constantinopolului, insulele din Marea Marmara și o fâșie îngustă de pământ în Europa. Strâmtorile Bosfor și Dardanele erau trecute sub controlul unei comisii internaționale, fiind deschise circulației tuturor.
În plus, Turcia a fost obligată să transfere în favoarea Greciei „exercitarea drepturilor ei de suveranitate” asupra Smirnei și a unei zone întinse înconjurătoare. Deși Grecia urma să administreze enclava Smirna, sultanul păstra din punct de vedere oficial suveranitatea asupra ei. Tratatul prevedea ca în Smirna să funcționeze un parlament local. Locuitorii regiunii puteau să ceară în următorii cinci ani prin intermediul reprezentanților aleși unirea cu Regatul Greciei. Liga Națiunilor trebuia să organizeze în acest caz un plebiscit prin care să se decidă unirea sau rămânerea sub suzeranitatea sultanului.
Tratatul nu a fost ratificat niciodată de Imperiul Otoman sau de Grecia.

### Lărgirea controlului elen în Asia Mică (octombrie 1920)
Armata elenă a înaintat mult spre estul Anatoliei în octombrie 1920, această acțiune având binecuvântarea premierului britanic Lloyd George, care dorea în acest fel să forțeze conducerea otomană să ratifice Tratatul de la Sèvres. Înaintarea armatei elene a început în timpul mandatului guvernului Venizelor, dar la scurtă vreme cabinetul acestuia a fost înlocuit cu echipa guvernamentală a lui Dimitrios Gounaris. Obiectivul strategic al acestei operațiuni era înfrângerea naționaliștilor turci și obligarea lui Mustafa Kemal să înceapă tratative de pace. Trupele elene, care se bucurau în acel moment de o mare superioritate numerică și materială, sperau să oblige trupele turce, puține și prost echipate, să dea o bătălie hotărâtoare, care să se încheie cu o victorie zdrobitoare a grecilor. Trupele elene au întâlnit însă o rezistență redusă în timpul înaintării lor, trupele turce retrăgându-se rapid și în ordine pentru ca să evite încercuirea. Churchill avea să descrie această fază spunând „Coloanele grecești se deplasau de-a lungul drumurilor țării trecând în siguranță prin numeroase defilee amenințătoare și, la apropierea lor, turcii, sub o conducere puternică și înțeleaptă, au dispărut în fundăturele Anatoliei” .

### Schimbarea guvernării Greciei (noiembrie 1920)
În cursul lunii octombrie a anului 1920, regele Alexandru I a murit de septicemie, fiind mușcat de o maimuță din grădina Palatului Regal. Acest incident a fost caracterizat mai apoi ca „mușcătura de maimuță care a schimbat cursul istoriei elene” . Venizelos ar fi dorit să proclame republica și să pună capăt sistemului monarhic. Totuși el era conștient că o astfel de schimbare nu ar fi fost primită ușor de puterile europene.
Regele Alexandru murise fără să lase moștenitori. Alegerile generale programate pentru 1 noiembrie 1920 au devenit în acest condiții prilej de conflict între susținătorii lui Venizelos și partizanii regelui Constantin. Campania tabărei anti-Venizelos s-a concentrat pe acuzațiile de proastă administrare a afacerilor interne și de comportare dictatorială a guvernului (datorită războiului nu mai fuseseră convocate alegeri generale din 1915). În același timp, această facțiune propunea dezangajarea militară în Asia Mică, fără însă să prezinte un plan clar asupra metodelor care ar fi trebuit adoptate. Venizelor era partizanul continuării războiului cu forțele naționaliste turce, într-un conflict al cărui sfârșit nu putea fi prevăzut. Majoritatea populației Greciei era sătulă de război și de regimul dictatorial al lui Venizelor și a votat pentru schimbare. Tabăra lui Venizelos a câștigat doar 118 din cele 369 de mandate. În fața unei asemene înfrângeri zdrobitoare, Venizelos și unii dintre cei mai apropiați suporteri ai săi au părăsit țara.
Noul guvern format sub conducerea lui Dimitrios Gounaris a anunțat organizarea unui referendum cu privire la reîntoarcerea pe tronul țării a regelui Constantin. Aliații, care nu uitaseră preferința pentru neutralitate a regelui Constantin, au amenințat Grecia cu oprirea tuturor ajutoarelor financiare și militare. Plebiscitul de o lună mai târziu avea să dea câștig de cauză celor care doreau reîntoarcerea pe tronul țării a regelui Constantin. La scurtă vreme după revenirea în țară, regele a înlocuit numeroși dintre ofițerii care participaseră la lupte și a numit ofițeri monarhiști lipsiți de experiență în cele mai înalte poziții de comandă. La conducerea operațiunilor din Turcia a fost numit Anastasios Papoulas. În afară de numirile unor ofițeri monarhiști, numeroși ofițeri susținători ai fostului premier au demisionat din funcțiile de comandă, nemulțumiți de schimbarea de regim. Trupele elene care asiguraseră ocuparea Smirnei și a zonei de securitate din jurul orașului au fost practic epurate de ofițerii pro-Venizelos chiar în timpul înaintării spre Ankara.

### Bătălia de la İnönü (decembrie 1920– martie 1921)
La sfârșitul lunii decembrie 1920, grecii avansaseră pe două fronturi, apropiindu-se de Eskișehir dinspre nord-vest și dinspre Smirna, și își consolidaseră controlul asupra unei vaste regiuni. La începutul anului 1921, ei și-au reluat înaintarea cu incursiuni limitate, care au întâmpinat rezistența dârză a naționaliștilor turci, care avuseseră timp să-și construiască poziții fortificate și erau din ce în ce mai bine pregătite și echipate.
Înaintarea grecilor a fost oprită pentru prima oară în timpul primei bătălii de la İnönü de pe 11 ianuarie 1921. Deși a fost vorba de o confruntare minoră care a implicat doar o divizie elenă, importanța ei pentru moralul revoluționarilor turci a fost uriașa. Evenimentele din Turcia i-a făcut pe Aliați să propună amendarea Tratatului de la Sevres în timpul Conferinței de la Londra, unde erau prezenți atât reprezentanții revoluționarilor turci cât și ai guvernului otoman.
Deși Italia, Franța și Regatul Unit erau dispuse să accepte anumite concesiuni, guvernul Greciei nu era dispus să accepte aceste soluții, el sperând că poate păstra avantajul strategic și poate continua negocierile de pe poziții de forță. Grecii au inițiat un al doilea atac pe 27 martie. În timpul celei de-a doua bătălii de la İnönü, au rezistat cu succes în prima fază a luptelor, pentru ca în final să-i îi înfrângă pe greci. Grecii se aflau în acel moment într-o situație delicată. Deși britanicii priveau cu bunăvoință expansiunea teritorială a grecilor, ei refuzau să le acorde acestora sprijin militar, dorind astfel să evite nemulțumirile francezilor. În schimb, forțele turce au primit un sprijin semnificativ din parte noului stat sovietic 

### Modificarea sprijinului occidental în favoarea revoluționarilor turci
Vedeți și: Tratatul de la Alexandropol, Tratatul de la Ankara (1921), și Tratatul de la Moscova (1921)
În acest moment, situația de pe toate celelalte fronturi s-a întors în favoarea turcilor, ducând la eliberarea unor forțe suplimentare care să fie direcționate împotriva armatei elene. Francezii și italienii au ajuns la înțelegeri separate cu revoluționarii turci, recunoscându-le legitimitatea și forța crescută. Revoluționarii turci au primit echipamente militare din Franța și Italia, pe care le-au aruncat de îndată în luptă împotriva grecilor, percepuți drept clienți ai britanicilor. Italienii și-au folosit baza din Antalya pentru a-i ajuta pe revoluționarii turci împotriva grecilor, în special prin oferirea de informații. Între Uniunea Sovietică și revoluțioarii turci au existat relații foarte bune, care au fost întărite prin semnarea Tratatului de la Moscova. Marele sprijin pe care a putut oferi Uniunea Sovietică a fost acela că nu s-a implicat în război împotriva Turciei și că a permis acesteia să se concentreze numai pe conflictul cu grecii și cu armenii. Uniunea Sovietică a sprijinit forțele kemaliste atât cu bani, cât și cu arme și muniții

### Bătălia de la Afyonkarahisar-Eskișehir (iulie 1921)
Vedeți și: Bătălia de la Afyonkarahisar-Eskișehir

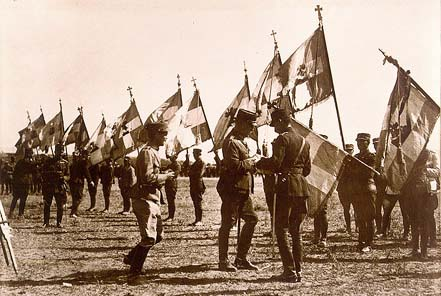
Regele Constantin decorând drapelele de luptă victorioase la Kutahya, 1921

În perioada 27 iunie 20 iulie 1921, o armată nouă elenă formată din nouă divizii a lansat o ofensivă majoră, cea mai mare de până atunci, împotriva pozițiilor turce de pe linia Afyonkarahisar-Kutahya-Eskisehir, aflate sub comanda lui Ismet Inönü. Grecii doreau să taie Anatolia în două, în zona principalelor linii de cale ferată care legau interiorul țării cu porturile Mării Egee. După ce au reușit să înfrângă rezistența puternică a turcilor, grecii au ocupat toate aceste orașe strategice. Numai că în loc să continue să-și exploateze succesul și să urmărească trupele turce aflate în retragere, armata elenă și-a oprit înaintarea. Ca urmare, în ciuda faptului că au fost înfrânți, turcii au reușit să evite încercuirea și s-au retras strategic la este de râul Sakarya, unde și-a organizat o nouă linie defensivă.
Decizia grecilor de încetare a urmăririi inamicului a pecetluit soarta campaniei din Anatolia. Conducerea țării și armatei grecești – regele Constantin, premierul Gounaris și generalul Papoulas – s-au întâlnit la Kutahya, unde au încercat să ia o decizie cu privire la viitorul campaniei. Grecii, care se bucurau de un moral excelent și priveau viitorul euforic, au luat o decizie riscantă: să forțeze „soluția finală”, fie prin atacarea ultimei lor linii defensive de lângă Ankara. Conducerea militară s-a dovedit ceva mai precaută, dorind să obțină întăriri și timp suficient pentru pregătirea atacului final, dar nu a avut puterea să se impună în fața politicienilor. Au existat doar câteva voci care au cerut trecerea în defensivă, printre aceste aflându-se cea a lui Ioannis Metaxas. Regele, care nu se bucura de o libertate politică de mișcare prea mare în acel moment, a preferat să nu susțină nicio opinie. După o întârziere de aproximativ o lună, în care turcii au avut răgazul necesar să-și organizeze defensiva, șapte divizii elene au traversat cursul râului Sakarya.

### Bătălia de pe Sakarya (august – septembrie 1921)

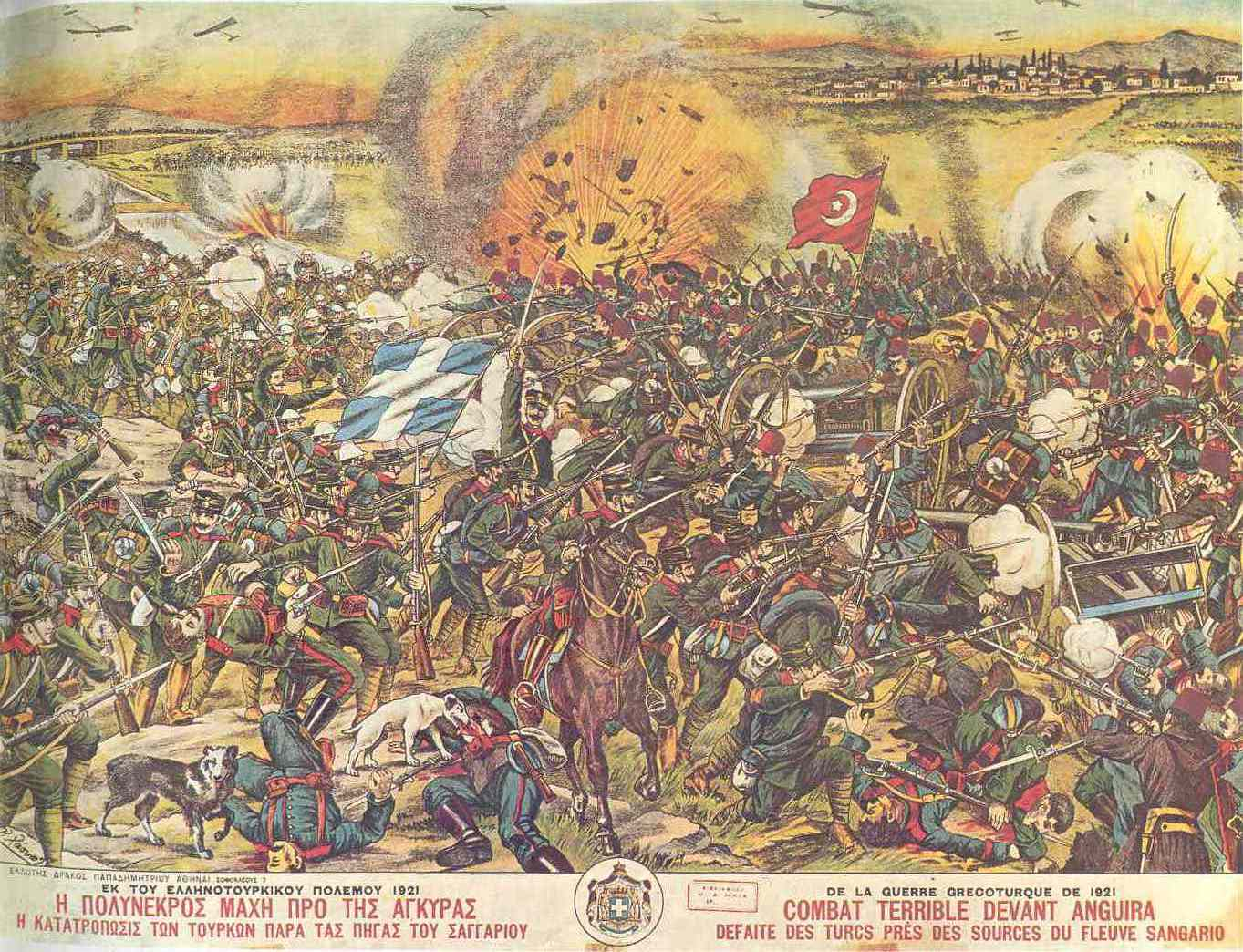
„Bătălia de la Sakarya”

După retragerea turcilor conduși de Ismet Inönü după înfrângerea de la Kutahya-Eskisehir, armata greacă a înaintat până la cursul râului Sakarya/Sangarios, la mai puțin de 100 km de Ankara. Regele Constantin era așa de încrezător în victorie, încât a invitat o serie de înalți ofițeri britanici la un dineu care să celebreze victoria împotriva lui Kemal în orașul Ankara. Grecii au considerat că revoluționarii turci, care evitaseră până atunci să fie încercuiți, aveau să fi atrași într-o bătălie pentru apărarea orașului Ankara și vor fi distruși în cele din urmă.
În ciuda importantului ajutor sovietic, armata turcă care se pregătea să-i înfrunte pe greci trecea printr-o criză de provizii. Tuturor civililor care aveau arme sau muniție li s-a cerut să le predea armatei. Fiecare gospodărie a trebuit să ofere armatei câte o pereche de izmene și de bocanci. Între timp, Parlamentul turc, nemulțumit de prestația lui Ismet Inonu, au cerut lui Mustafa Kemal și șefului Statului Major Fevzi Cakmak să preia controlul nemijlocit al operațiunilor militare.
Înaintarea armatei elene a întâmpinat rezistența puternică a turcilor, care a culminat cu bătălia de 21 de zile (23 august – 13 septembrie) de pe râul Sakarya. Pozițiile defensive turce aveau punctele forte pe o serie de înălțimi, pe care grecii au fost obligați să le ia cu asalt. Turcii au reușit să păstreze controlul asupra mai multor înălțimi, în vreme ce altele au fost pierdute și recapturate de mai multe ori. În această fază a luptelor, grecii s-au bucurat de superioritate numerică, iar turcii au fost obligați să-și păstreze efectivele intacte pe cât a fost posibil. Momentul de cotitură a fost acela în care grecii au încercat fără succes să cucerească Haymana, la 40 km sud de Ankara. Grecii aveau propriile lor probleme. Înaintarea în Anatolia le lungise liniile de aprovizionare și de comunicații și criza de muniții începuse să se manifeste în tabăra elenă. Intensitatea deosebită a luptelor a epuizat ambele tabere într-o asemenea măsură, încât ambele au luat în considerație retragerea, numai că grecii au fost primii care au plecat înapoi pe liniile inițiale de atac.
Grecii au atins în timpul acestei bătălii cea mai avansată poziție de-a lungul întregului război. În decursul următoarelor săptămâni, grecii s-su retras în ordine pe pozițiile pe care le deținuseră în luna iunie. Parlamentul le-a acordat comandanților Mustafa Kemal și Fevzi Cakmak gradul de feldmareșal. Acești ofițeri sunt singurii care au fost înaintați la acest înalt grad militar în toată istoria Republicii Turcia.

### Stagnarea (septembrie1921– august 1922)
Incapabilă să-și impună voința pe cale militară, Grecia a cerut ajutorul Aliaților. La începutul anului 1922, britanicii, francezii și italienii ajunseseră deja la concluzia că Tratatul de la Sèvres este inaplicabil și că trebuie revizuit. Dată fiind această decizie, trupele italiene și franceze au fost retrase după semnarea unor tratate separate cu turcii. Grecii s-au găsit singuri în fața inamicului.
Aliații au promis semnarea unui armistițiu în martie 1922. Mustafa Kemal a considerat că de această dată se află în avantaj și a refuzat orice angajament atâta vreme cât greci se mai aflau încă în Anatolia. În același timp, el a intensificat eforturile pentru reorganizarea armatei turce în vederea unei ofensive finale împotriva grecilor. și grecii au trecut la rândul lor la întărirea pozițiilor lor defensive, iar moralul trupelor era la un nivel foarte scăzut. Guvernul de la Atena a încercat prin toate mijloacele să obțină sprijinul militar al britanicilor, sau să primească un împrumut de război. Politicienii greci au gândit chiar un plan prin care să amenințe pozițiile britanicilor din Constantinopole și să le forțeze astfel mâna, dar aceste intenții nu au fost puse niciodată în practică.
Tot mai multe voci se auzeau la Atena cerând retragerea trupelor, iar propaganda demoralizatoare a început să se facă simțită în rândul trupelor. O parte a ofițerilor demiși la revenirea la putere a regelui Constantin au organizat o mișcare numită „Apărarea Națională”, care urmărea secesiunea față de Atena, dar Venizelos nu și-a dat niciodată acordul pentru o asemenea acțiune și eforturile lor s-au dovedit inutile.
După eșecul negocierilor din martie, era clar că grecii trebuiau să se retragă pe o serire de poziții mai ușor de apărat în jurul orașului Izmir. În schimb, factorii de decizie eleni au hotărât să rămână pe poziții și au plănuit ocuparea Constantinopolului. Aliații s-au opus acestei ultime opțiuni și grecii au fost obligați să renunțe la plan.

### Contraatacul turcilor (august 1922)
Turcii au lansat contraatacul cunoscut și ca „Buyuk Taarruz” (Marea Ofensivă) pe 26 august. În aceeași zi, principalele poziții defensive elene au fost cucerite, iar a doua zi a fost eliberat orașul Afyon. Armata elenă a fost învinsă definitiv în bătălia de la Dumlupınar pe 30 august. Jumate dintre soldații greci au fost luați prizonieri și o bună parte a echipamentelor militare au fost pierdute pe câmpul de luptă. Ziua de 30 august este sărbătorită ca „Ziua Victoriei” și a eliberării orașului Kütahya. În timpul Bătăliei de la Dumlupınar, turcii au reușit să-i captureze pe generalii greciTrikoupis și Dionis. Generalul Trikoupis avea să afle doar în prizonierat că fusese numit comandant al trupelor elene în locul generalului Hatzianestis. Pe 1 septembrie, Mustafa Kemal a emis ordinul său celebru: „Armată, obiectivul tău general este Mediterane, Înainte!” 
Pe 2 septembrie, turcii au eliberat Eskisehir, iar grecii le-au cerut britanicilor să medieze un armistițiu care le-ar fi permis să păstreze controlul asupra Smirnei. Balikesir și Bilecik au fost eliberate pe 6 septembrie, iar Aydin o zi mai târziu. A urmat Manisa pe 8 septembrie. Guvernul de la Atena și-a prezentat demisia. Cavaleria turcă a intrat în Smirna pe 9 septembrie. Gemlik și Mudanya au fost eliberate pe 11 septembrie și garnizoanele elene au fost obligate să se predea. Expulzarea armatelor Greciei din Anatolia a fost finalizată pe 14 septembrie. Istoricul George Lenczowski remarca: „Odată declanșată, ofensiva a fost un succes copleșitor. Pe parcursul a două săptămâni, turcii au împins armata greacă înapoi spre Marea Mediterană”.
Forțele lui Kemal au început să se îndrepte spre Bosfor, Marea Marmara și Dardanele, unde garnizoanele Aliate au fost întărite cu soldați britanici, francezi și italieni din Constantinopole. Guvernul britanic a hotărât să reziste în zona strâmtorii Dardanele și să ceară francezilor și italienilor să-i ajute pe greci să păstreze pozițiile din Tracia Răsăriteană. Forțele italiene și franceze și-au abandonat pozițiile din zona strâmtorilor și i-au lăsat pe britanici să facă față singuri atacului turcilor. Pe 24 septembrie, trupele lui Kemal au intrat în zona strâmtorilor și au refuzat să le părăsească, așa cum le ceruse britanicii. Membrii guvernului britanic erau divizați în ceea ce privește posibilitatea evitării conflictului militar. Generalul britanic Harington, comandantul aliat al Constantinopolului, le-a interzis militarilor săi să deschidă focul asupra turcilor și și-a prevenit guvernul să nu întreprindă nicio acțiune riscantă. De asemenea, el a cerut vaselor militare elene să părăsească portul capitalei imperiale. Kemal a acceptat propunerea de începere a negocierilor pentru un armistițiu, după ce Aliații i-au obligat pe greci să se retragă la vest de cursul râului Marița.

### Eliberarea Smirnei (septembrie 1922)
Mustafa Kemal a emis o proclamație prin care amenința cu pedeapsa capitală orice soldat turc care ar fi atacat civilii din Smirna. Cu doar o zi mai înainte de cucerirea orașului de către turci, mesagerii lui Kemal au distribuit fluturași cu acest ordin scris în limba greacă. În același timp, Kemal afirma că guvernul de la Ankara nu poate fi făcut responsabil în cazul apariției unor masacre împotriva populației civile
După cucerirea orașului, în atmosfera de anarhie și confuzie care a urmat, o bună parte a orașului a fost distrusă în timpul unui mare incendiu, iar proprietățile grecilor au fost jefuite. Modul în care a izbucnit incendiul este disputat până în ziua de zi. Dacă unele surse condamnă armata turcă pentru incendierea orașului, altele consideră că a fost vorba de un accident. Istoricul și ziaristul britanic Arnold J. Toynbee a afirmat că a vizitat regiunea și a văzut satele grecești incendiate. Mai mult chiar, Toynbee a afirmat că soldații turci au incendiat în mod deliberat și individual fiecare casă. Faptul că doar cartierele grecilor și armenilor au fost incendiate, iar cel al turcilor nu a fost atins de foc, face ca teoria conform căreia armata turcă sau extremiștii turci ar fi responsabili pentru dezastru să poată fi luată în considerație.

## Criza Chanak
Vedeți și: Criza Chanak
După ce turcii i-au înfrânt pe greci și au recapturat İzmirul (Smirna), ei au amenințat forțele franco-britanice staționate lângă Çanakkale (Chanak) pentru protejarea zonei neutre a Dardanelelor. Dacă francezii și-au părăsit pozițiile din zonă, britanicii păreau hotărâți să-și apere pozițiile.
Guvernul britanic a cerut ajutor militar de la coloniile sale. Răspunsul coloniilor a fost negativ (cu excepția Noii Zeelande), iar plecarea francezilor din zonă le-a dat britanicilor un semnal foarte clar că Aliații nu sunt dispuși să intervină în sprijinul Greciei. Trupele elene și franceze s-au retras dincolo de cursul râului Meriç.

## Urmări

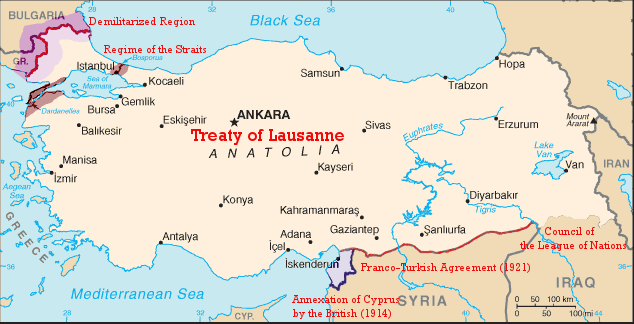
Harta frontierelor apusene a Turciei așa cum au fost stabilite în Tratatul de la Lausanne

Armistițiul de la Mudanya a fost semnat pe 11 octombrie 1922. Aliații (Regatul Unit, Franța, Italia) păstrau controlul asupra estului Traciei și asupra Bosforului. Grecii au fost obligați să părăsească aceste regiuni. Acordul a devenit efectiv începând cu 15 octombrie 1922, a doua zi după semnarea actului de către greci.
Armistițiul a fost urmat de Tratatul de la Lausanne. Printre prevederile importante ale acestui tratat s-a aflat și aceea a schimburilor de populație dintre Grecia și Turcia. Peste un milion de creștini ortodocși au părăsit Turcia. Cei mai mulți dintre ei au fost colonizați în Attica și în teritoriile incorporate de curând în statul elen, Macedonia și Tracia Apuseană. În schimb, aproximativ 500.000 de musulmani au părăsit teritoriul Greciei.

### Factorii care au influențat evenimentele
Grecii au fost ajutați în primul an de război de faptul că trupele britanice au invadat Strâmtorile, partea cea mai bogată și mai populată a Turciei, și de acela că trupele franceze au atacat în sud trupele turce și au ocupat orașe importante precum Adana. De asemenea, turcii au fost implicați și în luptele cu armenii din răsăritul țării. După ce situația pe fronturile de sud și de est a fost stabilizată, turcii au putut transfera întăriri în lupta cu grecii.
Cel mai important factor care a dus la înfrângerea grecilor a fost retragerea sprijinului Aliaților în toamna anului 1920. Motivele pentru care Aliații și-au schimbat radical poziția sunt complexe. Unul dintre motivele invocate ar fi venirea la putere a regelui Constantin I, care se remarcase prin poziția sa neutră din la începutul războiului, spre deosebire de premierul Venizelos, care adusese Grecia în tabăra Antantei. Acest motiv este cel mai probabil doar un pretext. O explicație mai plauzibilă ar fi faptul că populația țărilor învingătoare era epuizată după patru ani de lupte sângeroase și nicio putere a Antantei nu mai avea dorința să se implice într-un nou conflict pentru a pune în aplicare Tratatul de la Sèvres. În fața puterii crescânde a noii Republici Turcia, Franța și Italia au preferat să semneze acorduri separate, abandonând planurile pentru ocuparea unor teritorii din Anatolia. Până și Lloyd George, care își exprimase deschis sprijinul pentru Grecia, nu a putut să facă altceva decât să promită un ajutor care nu avea să vină niciodată datorită atitudinii rezervate a armatei și a Ministerului de Externe. În aceste condiții, Grecia a rămas să lupte singură în anul 1921. Grecia nu doar că nu a mai avut parte de ajutor militar, dar a pierdut și sprijinul financiar al puterilor occidentale. De asemenea, Aliații nu au permis marinei militare elene să instuie blocada navală, singura care ar fi stopat importurile de alimente și echipamente militare ale Turciei.
Aprovizionarea necorespunzătoare a fost o problemă constantă a armatei elene. Deși armata avea efective numeroase, curajoase și cu un moral excelent, criza de alimente, arme și muniție și-a spus foarte repede cuvântul. Grecia nu era capabilă să susțină o mobilizare pe termen lung datorită lipsei forței de muncă din țară și a economiei slab dezvoltate. Structurile logistice ale armatei elene au fost depășite relativ repede de amploarea sarcinilor care îi reveneau în condițiile lungirii continui a liniilor de aprovizionare și a atacurilor constante ale milițiilor turce. Aprecierea făcută de liderii militari eleni că o armată atât de numeroasă se poate aproviziona în timpul ofensivei doar folosind resursele locale sa- dovedit eronată.
Odată cu deteriorarea situației aprovizionării trupelor elene, cea a trupelor turce s-a îmbunătățit continuu. La început turcii s-au bucurat doar de sprijinul sovieticilor, care primiseră în schimb regiunea Batumi. Pe 4 august, reprezentantul Turciei la Moscova, Riza Nur, a trimis o telegramă la Ankara în care anunța trimiterea de către sovietici a 60 de piese de artilerie Krupp, 30.000 de proiectile, 700.000 de grenade, 10.000 de mine, 60.000 de săbii românești, 1,5 milioane de puști otomane capturate în timpul Primului Război Mondial, 1 milion de puști rusești, un milion de puști Mannlicher și 25.000 de baionete. Sovieticii au asigurat și un important sprijn financiar Mișcării Naționale Turce, nu în cuantumul pe care îl promiseseră, dar suficient. În a doua fază a războiului, turcii au primit un ajutor militar semnificativ din partea Italiei și Franței. Italienii erau nemulțumiți de pierderea Smirnei în favoarea Greciei. Ei au folosit baza din Antalya pentru înarmarea și pregătirea militarilor kemaliști care luptau împotriva grecilor.
În afară de acești factori, contrastul dintre motivațiile și pozițiile strategice ale celor două tabere au contribuit în mod decisiv la obținerea victoriei turcești. Turcii luptau pentru apărarea patriei împotriva a ceea ce ei percepeau drept un atac imperialist. Mustafa Kemal a fost un politician abil, care a știut să se prezinte drept revoluționar în fața comuniștilor, protector al tradițiilor și ordinii în fața conservatorilor, soldat patriot în fața naționaliștilor și lider islamist în fața musulmanilor religioși, reușind în acest fel să aducă sub conducerea sa toate facțiunile turce și să le ofere motivația potrivită pentru luptă. În discursurile sale publice, Kemal a lansat ideea unei Anatolii constituită ca o fortăreață care să fie stavilă tuturor agresiunilor îndreptate spre Orient. Astfel, lupta turcilor nu era doar pentru salvarea Turciei, ci pentru cauza apărării Orientului. Mișcarea Națională Turcă a câștigat astfel simpatia musulmanilor din țările Orientului Îndepărtat, care trăiau sub regimurile coloniale ale puterilor occidentale, și care considerau Turcia ca singura națiune care avea șanse reale să-și câștige independența. Comitetul Khilafet din Bombay a strâns fonduri pentru sprijinirea luptei naționalitilor turci, cărora le-a trimis în mod constant bani și scrisori de susținere.
Trupele turcești aveau în frunte o serie de comandanți competenți, veterani ai Primului Război Mondial. Ele s-au bucurat de asemenea de a se afla multă vreme în defensivă, organizată după noi concepte strategice și tactice. În momentul culminant al ofensivei elene, Mustafa Kemal își încuraja trupele amintindu-le că turcii luptă nu doar pe o linie oarecare de apărare, ci își apăra Patria, îndemnându-i în același timp să nu abandoneze o palmă de pământ udat cu sângele poporului. Spre deosebire de doctrina defensivă a Primului Război Mondial, care se baza pe lupta de tranșee și liniile fortificate, tacticile folosite de trupele kemaliste se dovediseră nu doar neortodoxe, dar și singurele care să asigure succesul.
Pe de altă parte, înfrângerea grecilor s-a datorat în primul rând pierderii treptate a inițiativei strategice, Schismei Naționale și proastei planificări a înaintării în adâncimea teritoriului anatolian. Armata elenă participa la lupte în condițiile în care în țară situația politică a fost tot timpul tulbure și pe plan intern nu s-a manifestat unitatea tuturor forțelor naționale. În ciuda propagandei iredentiste a „avantajului moral” în lupta împotriva vechiului inamic, mulți militari doreau în primul rând să se întoarcă în patrie. Faptul că mii de tineri greci din recrutați din Regat muriseră în luptele din Anatolia, în vreme ce recrutările din Asia Mică erau nesemnificative, provocau de asemenea resentimente printre militari și civili.
Grecii au înaintat fără să aibă o viziune strategică foarte clară. Singura opțiune strategică era efectuarea loviturii finale și zdrobirea definitivă a forțelor turce, pentru asigurarea impunerii prevederilor tratatului de la Sèvres. Această strategie ar fi putut părea bună în acele vremuri, dar la o judecată obiectivă se dovedește a fi fost o greșeală fatală. Grecii au atacat un inamic care avea capacitatea să se retragă mereu pe linii defensive succesive, reușind de fiecare dată să evite încercuirea și distrugerea.

## Atrocitiățile și acuzațiile de purificare etnică

### Masacrele comise de greci
Istoricul britanic Arnold J. Toynbee a scris că au existat atrocități organizate începând cu ocuparea Smirnei de către greci pe 15 mai 1919. Toynbee a afirmat că el și soția sa au fost martori oculari ai atrocităților comise de greci în regiunile localităților Yalova, Gemlik și Izmit. Mai mult chiar, istoricul britanic afirmă că a fost martorul nu doar a abuzurilor armatei elene, dar și a localnicilor de etnie elenă. Toynbee avea să scrie  că imediat după debarcare, militarii greci au început să-i atace pe localnicii de etnie turcă, care au fost forțați să se refugieze în afara zonei controlate de trupele invadatoare.
Istoricul Taner Akcam nota declarația unui ofițer britanic  conform căreia milițiile turce au fost organizate special pentru lupta împotriva grecilor. Ofițerul britanic considera că turcii ar fi fost pașnici, dacă trupele de ocupație ar fi fost ale altei puteri. Grecii s-au dedat, conform declarații aceluiaș ofițer, la atacarea satelor locuite de turci, violarea femeilor și uciderea civililor fără apărare.
Comisia Aliată din peninsula Yalova-Gemlik scria în raportul din 23 mai 1921 cu privire la comportamentul trupelor elene din vestul Anatoliei  că, după toate aparențele, există un plan de distrugere sistematică a satelor turcești din regiunile Yalova și Gemlik, dus la îndeplinire de grupuri organizate de localnici greci și armeni, sprijiniți de armata elenă. Mai departe, Comisia Aliată considera că distrugerea satelor și dispariția populației musulmane din zonă poate să aibă ca obiecti crearea unei situații favorabile unirii regiunii cu Grecia.
M. Gehri, reprezentantul Crucii Roșii pe lângă Comisia Aliată, scria în raportul său că armata greacă de ocupație a fost implicată în exterminarea populației musulmane din peninsula Yalova-Gemlik. M. Gehri remarca de asemenea că existau suficiente mărturii și dovezi materiale că atacurile puse la cale de forțele neregulate creștine nu numai că nu erau împiedicate de armata elenă, dar se bucurau de sprijinul direct al forțelor regulate elene.
Arnold J. Toynbee afirma că a obținut dovezi clare că grecii s-au dedat la atrocități în toate regiunile le ocupase armate elenă. În ceea ce privește situația turcilor din orașul Smirna, Toynbee a afirmat că ei au trăit în ceea ce poate fi numit fără exagerare un „regim al terorii”.

### Politica „pământului pârjolit”
Există mărturii care atestă faputl că armata elenă a practicat politica „pământului pârjolit” în timpul fazei finale a războiului, în timpul retragerii din Anatolia. Printre aceștia se află și istoricul specializat în Orientul Mijlociu, Sydney Nettleton Fisher, care afirmă într-un dintre lucrările sale că armata elenă în retragere a urmărit aplicarea politicii pământului pârjolit și a comis întreaga gamă de crime care poate fi închipuită împotriva sătenilor turci lipsiți de apărare care s-au aflat pe drumul de retragere.
James Loder Park, viceconsului SUA la Constantinopole, care a vizitat regiunile devastate imediat după retragere grecilor, a raportat situația din jurul orașului Izmir afirmând că în cazul orașului Manisa, aproape întreaga localitate a fost distrusă prin incendiere, adică 10.300 de case, 15 moschei, 2 băi, 2.278 de magazine, 19 hoteluri, 26 de vile. În cazul orașului Cassaba, din cei 37.000 de locuitori musulmani, au mai fost găsiți în viață doar 6.000. Dintre cei morți, despre 1.000 de turci existau mărturii clare că au fost executați sumar sau au ars de vii. Incendiul din Cassaba a distrus 1.800 dintre cel 2.000 de clădiri ale orașului. Raportul afirma că distrugerile au fost organizate de armata greacă și la aceste acțiuni au fost ajutați de civili greci și armeni.
Viceconsulul Park își încheia raportul astfel:
1. Distrugerile ale orașelor din interior vizitate de delegația noastră au fost realizate de greci.
2. Proporțiile clădirilor distruse în fiecare din ultimele patru orașe la care facem referință au fost: Manisa 90%, Cassaba 90%, Alașehir 70%, Salihli 65%.
3. Incendierea acestor orașe nu a fost făcută la întâmplare, nu a fost intermitentă, nu a fost accidentală, ci a fost bine plănuită și organizată în amănunt.
4. Au existat numeroase cazuri de violență fizică, cele mai multe dintre ele fiind deliberate și imorale. În lipsa unor cifre complete, care sunt imposibil de obținut, se poate presupune fără să greșim că „atrocitățile” comise de grecii în retragere pot fi numărate cu miile în cele patru orașe luate în considerare. Aceste sunt constituite din cele trei tipuri obișnuite de astfel de atrocități, adică crimă, tortură și viol.

Există estimări care afirmă că doar în incendierea Alșehirului au pierit 3.000 de oameni. În cazul satului Karatepe din vilaietul Aydin, grecii au incendiat pe 14 februarie 1922 moscheia satului, în care îi închiseseră pe toți sătenii. Cei câțiva supraviețuitori ai incendiului au fost împușcați . Consulul italian M. Miazzi a raportat că a vizitat un sat turc unde grecii au măcelărit aproximativ 60 de femei și copii. Aceste cifre au fost confirmate și de raportul consulului francez Kocher

### Masacrele comise de turci
O serie de ziare occidentale au raportat abuzuri grave ale forțelor turce împotriva creștinilor, în principal civili greci și armeni. Istoricul britanic 
Tonybee afirmă că trupele turce au incendiat în mod deliberat numeroase case ale grecilor, după ce le-au stropit cu benzină și le-au păzit până au fost distruse în totalitate. Masacre au fost raportate în întreaga perioadă 1920 – 1923, în timpul Războiului de Independență al Turciei, în special în regiunile locuite de armeni din est și sud, și împotriva grecilor din regiunea Mării Negre. Se poate spune că a existat o similitudini între masacrele 1915 – 1917 și cele din 1919 - 1921 în Anatolia răsăriteană.
În ziarul londonez Times se afirma că „Autoritățile turce declară deschis că este intenția lor premeditată să îi lase pe toți grecii să moară și acțiunile lor sprijină declarația lor” . Ziarul irlandez Belfast News Letter scria „Povestea groaznică a barbariei și cruzimii practicată acum de Turcii din Angora este o parte a politicii sistematice de exterminare a minorităților creștine din Asia Mică”. În Christian Science Monitor se scria că turcii consideră că trebuie să îi ucidă pe toți creștinii minoritari datorită superiorității materiale a acestora din urmă și a sentimentelor de inferioritate pe care le nutresc musulmanii. Ziarul scria că „Rezultatul a fost creșterea sentimentelor de panică și gelozie în mințile turcilor, care în ultimii ani i-a dus la depresie. Ei consideră că nu pot concura cu supușii lor creștini în artele păcii și că acești creștini, și grecii în special, sunt prea harnici și prea bine calificați ca rivali. De aceea, din când în când, ei au tins să încerce să reechilibreze balanța prin expulzări și masacre”
Guvernatorul turc al provinciei Sivas, Ebubekir Hazim Tepeyran, a spus în 1919 că masacrele au fost atât de cumplite încât nu a putut suporta să le raporteze. El se referea la atrocitățile comise împotriva grecilor din regiunea Mării Negre. Rapoartele oficiale numărau 11.181 de greci care au fost uciși în 1921 de Armata centrală sub comanda lui Nurettin Pasha (cel care a fost și asasinul arhiepiscopului Chrysostomos). Mai mulți parlamentari turci au cerut condamnarea la moarte a lui Nurettin Pasha. El a fost pus sub acuzare, dar a fost salvat de intervenția lui Mustafa Kemal.
Taner Akcam afirmă chiar că Nurettin Pasha ar fi sugerat ca toți grecii și armenii care mai trăiau încă în Anatolia să fie uciși, dar Mustafa Kemal s-a opus unei asemenea măsuri.
Ziarul the Scotsman scria pe 18 august 1920, că în districtul Feival, la sud-este de Ismir, turcii au masacrat 5.000 de creștini. Turcii au masacrat grecii și armenii din regiune, în cazul celor din urmă continuând politicile Genocidului armenilor din 1915
Au existat numeroase masacre ale grecilor din regiunea pontică care sunt numite în Grecia și Cipru  „Genocidul Pontic”. 24 de sate grecești din regiunea pontică au fost incendiate pe 25 februarie 1922. Ziarul american Atlanta Observer scria că „Mirosul trupurilor arzând ale femeior și copiilor din Pontus ... vine ca o un semnal de alarmă a ceea ce îi așteaptă pe creștinii din Asia Minor după retragerea armatei elene”. În primele luni ale anului 1922, forțele kemaliste au ucis în drumul lor 10.000 de greci, după cum afirma Belfast News Letter.
Turcii au continuat să practice sclavia, răpind femei și copii pentru haremurile lor. S-a înregistrat de asemenea numeroase cazuri de violuri făptuite de soldații turci. Activiștii americani pentru ajutorarea victimelor războiului au fost tratați foarte prost, chiar și atunci când ofereau ajutor civililor musulmani Christian Science Monitor scria că autoritățile turce au împiedicat grupurile de misionari și ajutor umanitar să îi ajute pe civilii greci ale căror case fuseseră incendiate, autoritățile preferând să îi lase pe acești oameni să moară, în ciuda cantității mare de ajutoare disponibilă. Christian Science Monitor scria că „Turcii încearcă să extermine populația elenă cu mai multă energie decât cea exercitată împotriva armenilor în 1915” .
În anul 2002, guvernatorul de origine maghiară al New Yorkului, George Pataki
, declara că grecii din Asia Mică au îndurat o cruzime incomensurabilă în timpul guvernării turce prin campanii sistematice de strămutare, distrugere orașelor și satelor grecești și uciderea a sute de mii de civili din regiunile în care grecii compuneau majoritatea, precum țărmul Mării Negre, Pontusul și regiunile din jurul Smyrnei; supraviețuitorii au fost exilați din Turcia și trăiesc în zilele noastre în întreaga diasporă elenă.
O bună parte a populație elene a fost forțată să-și părăsească pământurile strămoșești din Ionia, Pontus și Tracia Răsăriteană în perioada 1914 – 1922. Acești refugiați și americanii de origine elenă-anatoliană nu au primit permisiunea să se reîntoarcă în Turcia după anul 1923 și semnarea Tratatului de la Lausanne. Prin semnarea tratatului pentru schimbul de populației dintre Grecia și Turcia, cetățenii turci cretini de etnie greacă și cetățenii greci musulmani de etnie turcă erau subiect al schimbului de populație dintre cele două țări. M. Norman Naimark afirmă că acest schimb de populație a fost ultima parte a campaniei de purificare etnică a lui Kemal. Liderul turc ar fi urmărit crearea unei patrii omogeni din punct de vedere etnic pentru turci. Aproximativ 1,5 milioane de greci din Turcia și aproximativ o jumătate de milion de turci din Grecia au fost obligați să+și părăsească pământurile strămoșești.